# Nenävuoma
Nenävuoma är ett naturreservat i Pajala kommun i Norrbottens län.
Området är naturskyddat sedan 2012 och är 25,9 kvadratkilometer stort. Reservatet omfattar skog och flera våtmarker som myren Nenävuoma i nordost. Reservatet består av granskog med inslag av björk, rikkärr och gamla myrtallar. 